# Vladimir Božović
Vladimir Božović, cyr. Bлaдимиp Бoжoвић (ur. 13 listopada 1981 w Peciu) – czarnogórski piłkarz występujący na pozycji pomocnika.
W reprezentacji Czarnogóry wystąpił siedemnastokrotnie. Nie strzelił żadnego gola.
W latach 1999–2000 występował w klubie Zastava Kragujevac. Od 2000 do 2007 roku grał w OFK Beograd, gdzie w 80 meczach strzelił 14 bramek. Z OFK był wypożyczony do Proleteru Zrenjanin i Kom Podgorica. Božović od 2007 roku występuje w Rapidzie Bukareszt. W 2014 przeszedł do Mordowiji Sarańsk.